# もみじ山文化センター
もみじ山文化センター（もみじやまぶんかセンター）は、東京都中野区中野二丁目に所在する文化複合施設。本館と西館からなる。中野区より業務の代行を受託している指定管理者が運営している。旧中野公会堂跡地。愛称は、なかのZERO（ゼロ）。
大ホール（客席数1292席）の音響は大変優れており、オーケストラコンサート、オペラ、ミュージカル等の公演会場として高い人気を得ている。大ホールの他、小ホール（客席数507席）、プラネタリウム、中野区立中央図書館等が入っている。都内各方面から来易い中野駅に近いため、ホールでは各種イベントが数多く行われており、区内外を問わず多くの利用者が訪れる施設となっている。中野区の生涯学習機関としての機能を有する。
隣接する紅葉山公園（もみじ山公園）には、蒸気機関車（国鉄C11形蒸気機関車）が静態保存されている。

## 概要

### 本館
- 地上4階　地下3階
- 面積：延べ18,232m2
- 開館：1993年7月23日
- 主な施設：大ホール、視聴覚ホール、多目的練習室、中野区立中央図書館など。

### 西館
- 地上4階　地下1階
- 面積：延べ6,589m2
- 開館：1972年11月3日
- 主な施設：小ホール、学習室、科学実験室、プラネタリウムなど。

## アクセス方法など
- 中野駅南口から徒歩8分。
- 駐車場：イベント主催者専用に用意されている。（一般利用は不可、近隣の有料駐車場を利用する）
- 図書館を除く各施設の利用は有料。当施設で行われる各種イベントも有料開催が多いため、要事前確認。